# Gibidumsee
Der Gibidumsee oder Gebidumsee auf 2193 m ü. M. liegt auf dem Rücken des Gibidum in einer kleinen Senke wenige 100 m vom Gibidumpass entfernt. Er wird von der Suone Heido, die im Nanztal gefasst wird, gespiesen und dient als Wasserspeicher für die Bewässerung der Wiesen von Visperterminen. Entwässert wird der See vom Riedbach. Da er nur 2 m tief ist, wird er im Sommer angenehm warm und lädt zum Baden ein. Der See ist auch bei Fischern beliebt.
Der Gibidumsee ist nicht mit dem Stausee Gibidum unterhalb des Grossen Aletschgletschers und oberhalb der Massaschlucht zu verwechseln. Erreichbar ist der See zu Fuss von der Bergstation Giw via Gibidumpass aus in rund einer halben Stunde.

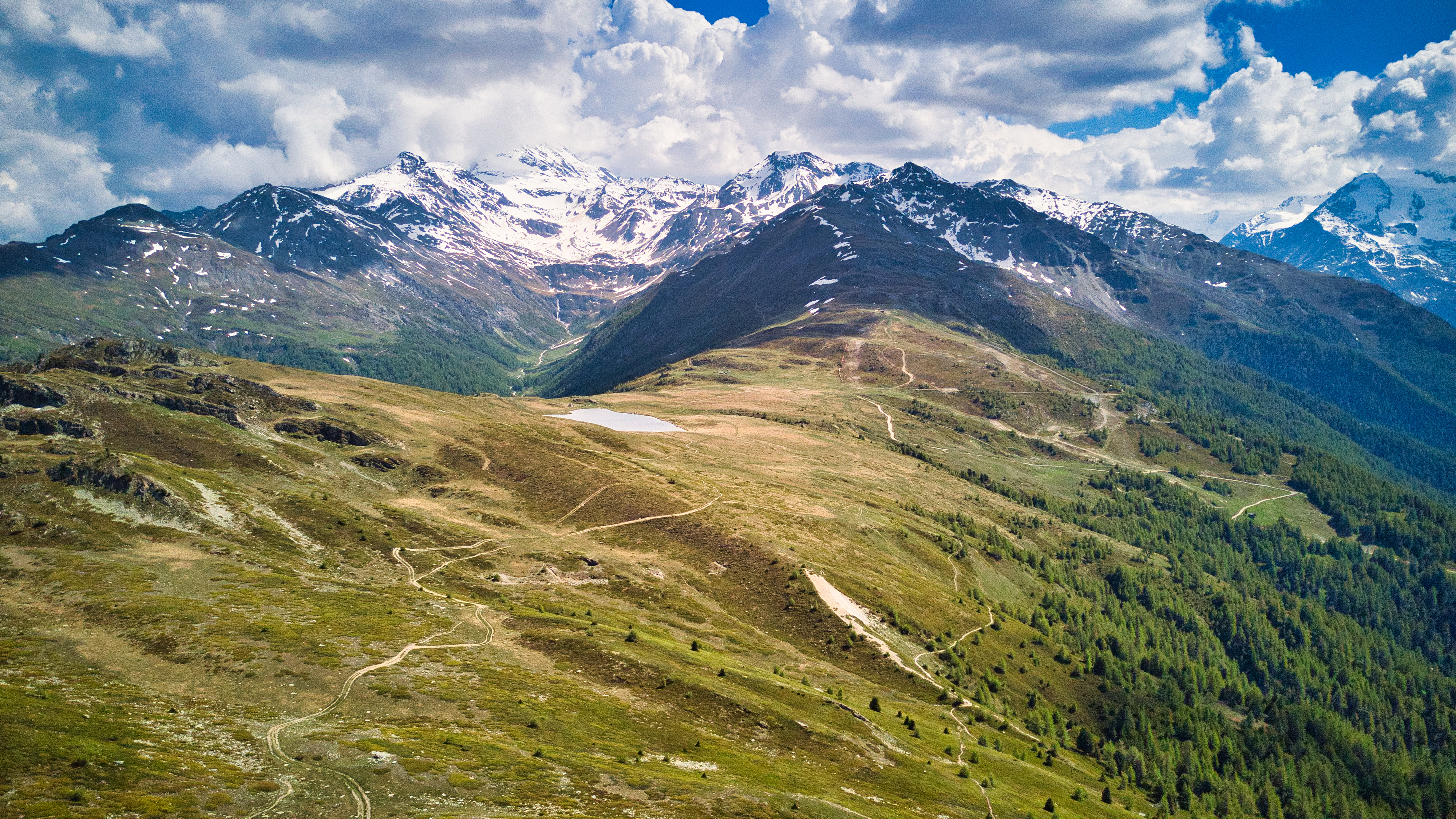
Gibidumsee, im Hintergrund das Nanztal
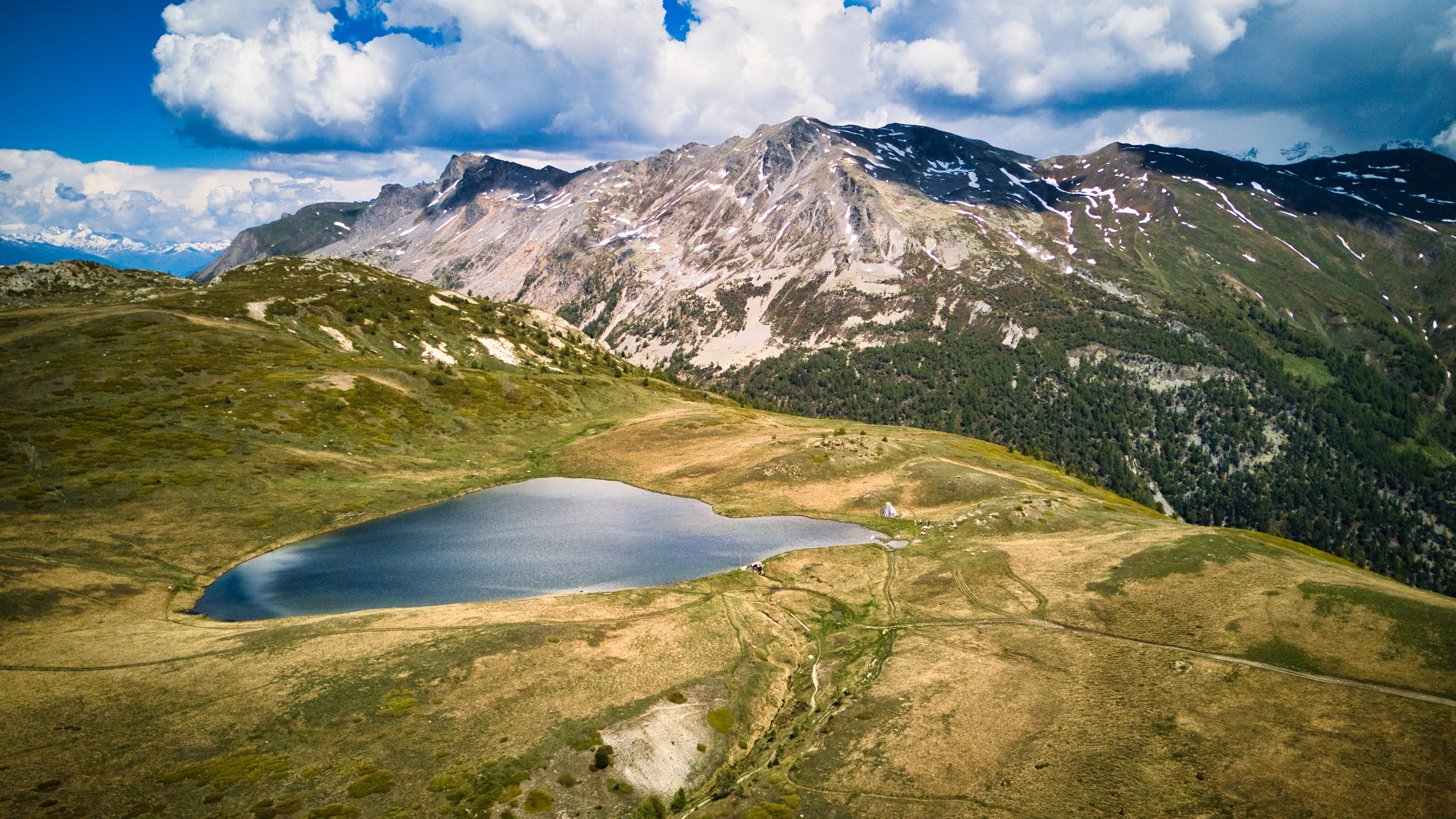
Gibidumsee Luftaufnahme
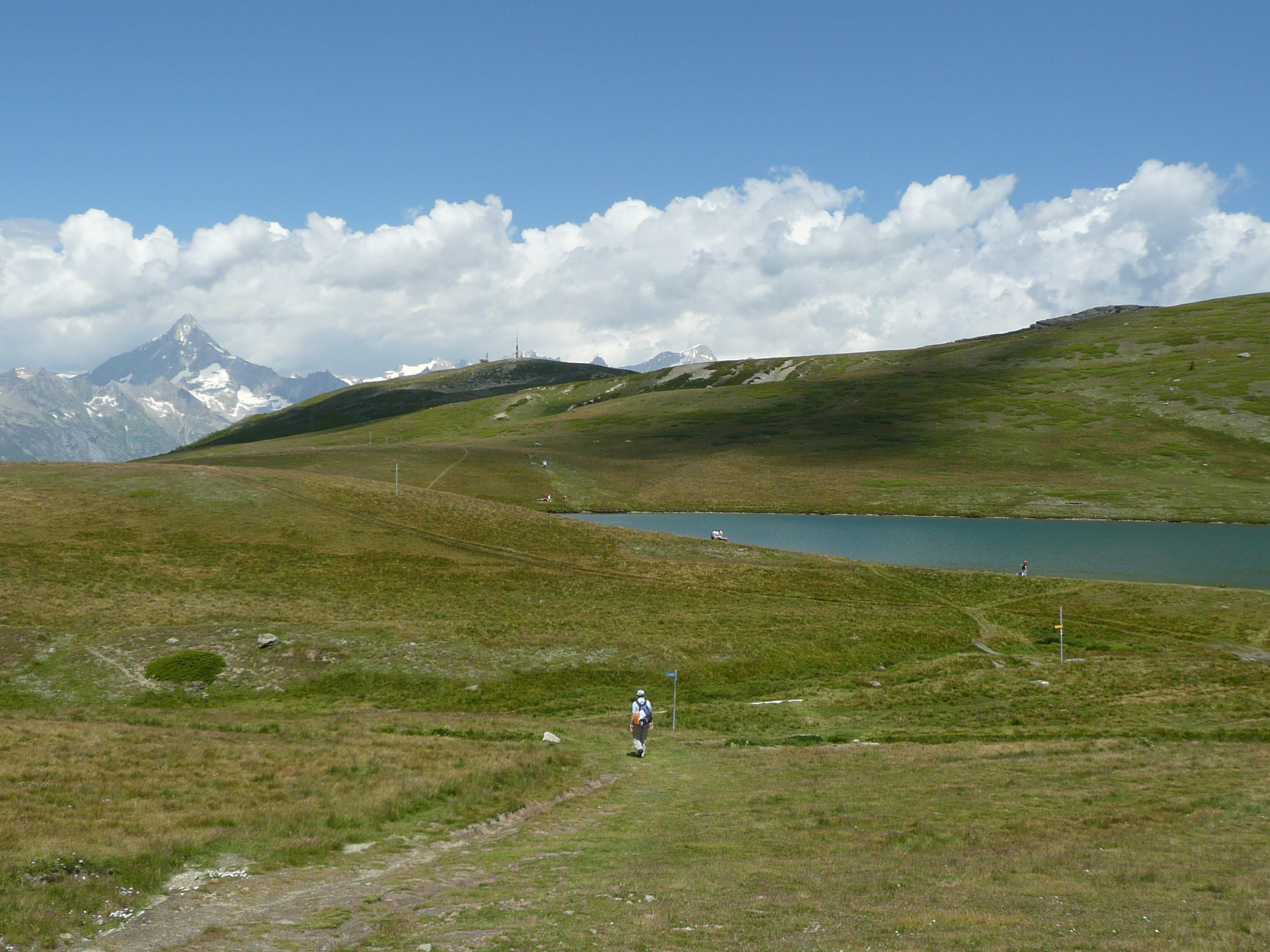
Blick vom Gibidumpass auf den Gibidumsee und den Gibidum. Im Hintergrund das Bietschhorn